# 海淀堂
39°58′55″N 116°18′06″E / 39.981825°N 116.301719°E

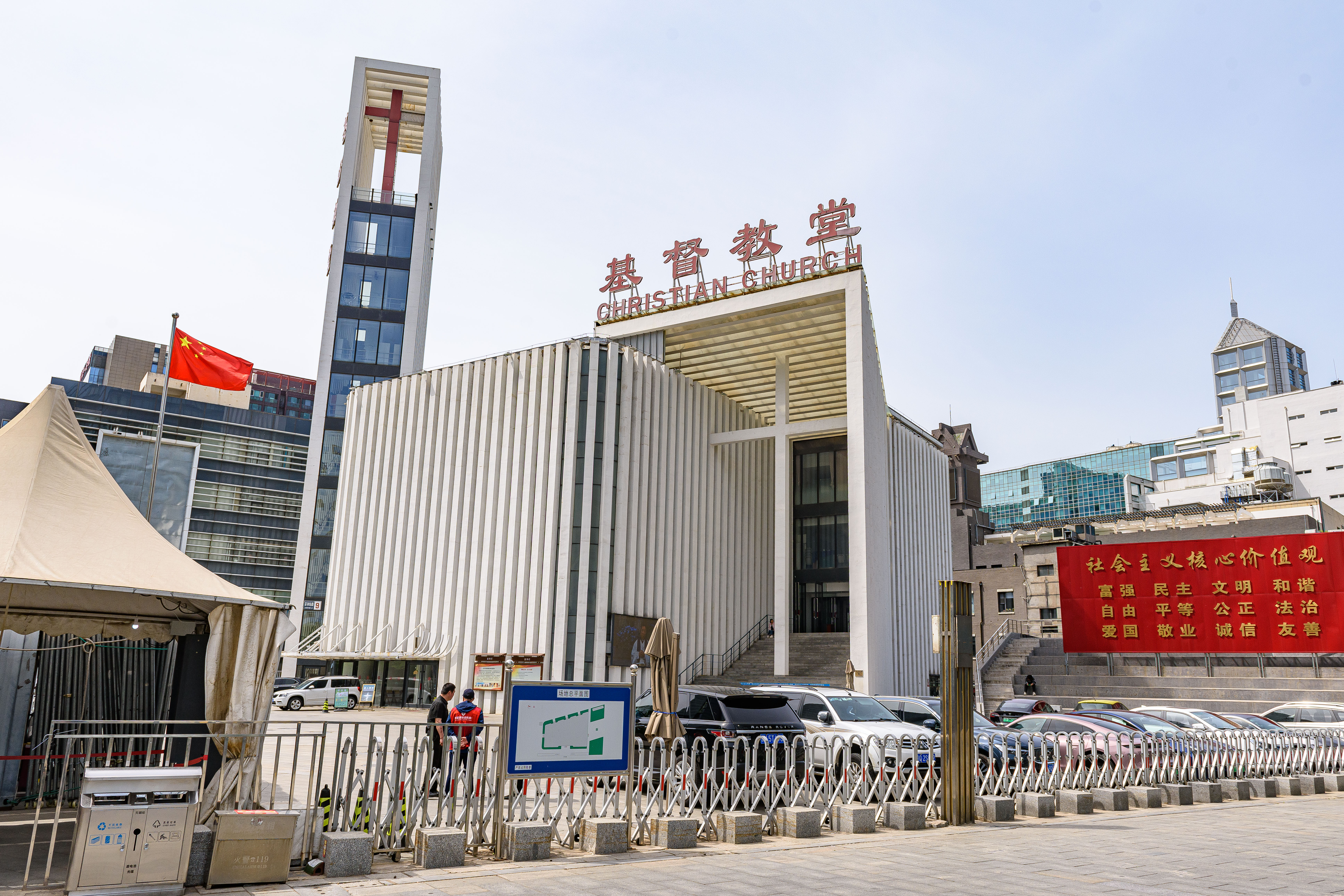
摄于2025年

海淀堂是中国北京市的一座基督新教教堂，受中国三自爱国教会领导。位于北京市海淀区彩和坊路9号，比邻中关村科技园区。

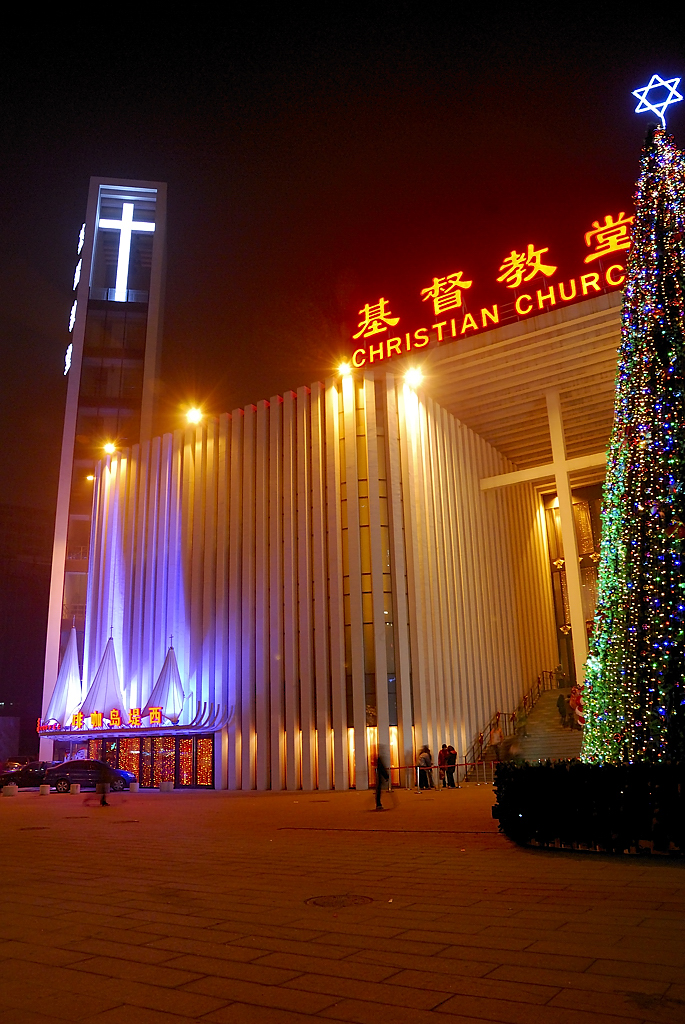
海淀堂夜景，摄于2007年圣诞节

海淀堂原是公理会所属的一个布道所，称“海淀中华基督教会”。1933年6月在洩水湖10号建成大礼拜堂，由燕京大学神学院毕业的祁国栋担任牧师，当时信徒五百人左右。　　
1950年代海淀中华基督教会停止活动，1952年至1984年冬天期间该教堂仅由泄水湖小学用作校舍。1984年教会收回礼拜堂，1985年5月12日海淀堂正式复堂。　　
2003年非典之后，海淀堂搬入海淀西大街39号图书城临时会所，原位于泄水湖的教堂则在中关村西区改造计划之中被拆除。2005年8月1日，海淀新堂采用来自GMP建筑师事务所的设计方案，举行奠基仪式。2007年5月31日新堂投入使用，举行献堂仪式。建筑面积达4000平方米。每主日有四堂礼拜。
培元女子小学（1944年更名为培元学校）自1916年至1952年与海淀堂共用一地办学。1952年培元学校拆分为北京市第十九中学和泄水湖小学，泄水湖小学仍与海淀堂共用一地办学直至1984年，后泄水湖小学并入彩和坊小学。后彩和坊小学与2014年并入北京市八一学校。